# جيم دانفورث
جيم دانفورث (بالإنجليزية: Jim Danforth)‏ هو رسام رسوم متحركة أمريكي، ولد في 1940 في أوهايو في الولايات المتحدة.

## وصلات خارجية
- جيم دانفورث على موقع IMDb (الإنجليزية)
- جيم دانفورث على موقع قاعدة بيانات الفيلم (الإنجليزية)